# Liste der meistgefolgten deutschsprachigen Twitch-Kanäle

Twitch-Logo

Diese Liste der meistgefolgten deutschsprachigen Twitch-Kanäle führt die 50 deutschsprachigen Kanäle mit den meisten Followern auf dem US-amerikanischen Live-Streaming-Videoportal Twitch.

## Liste

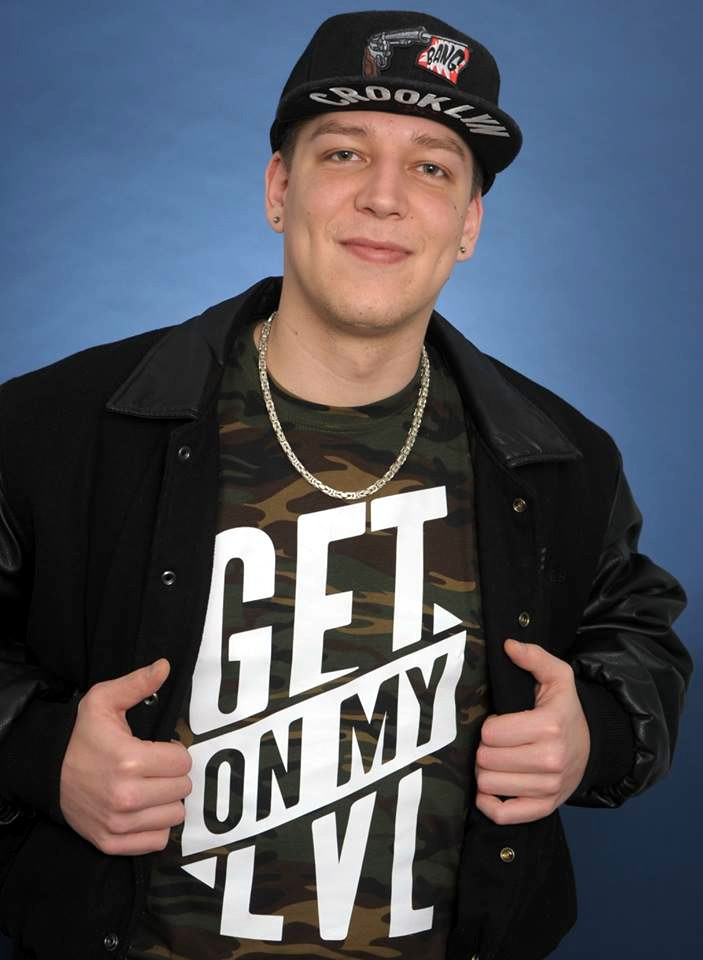
1. MontanaBlack88
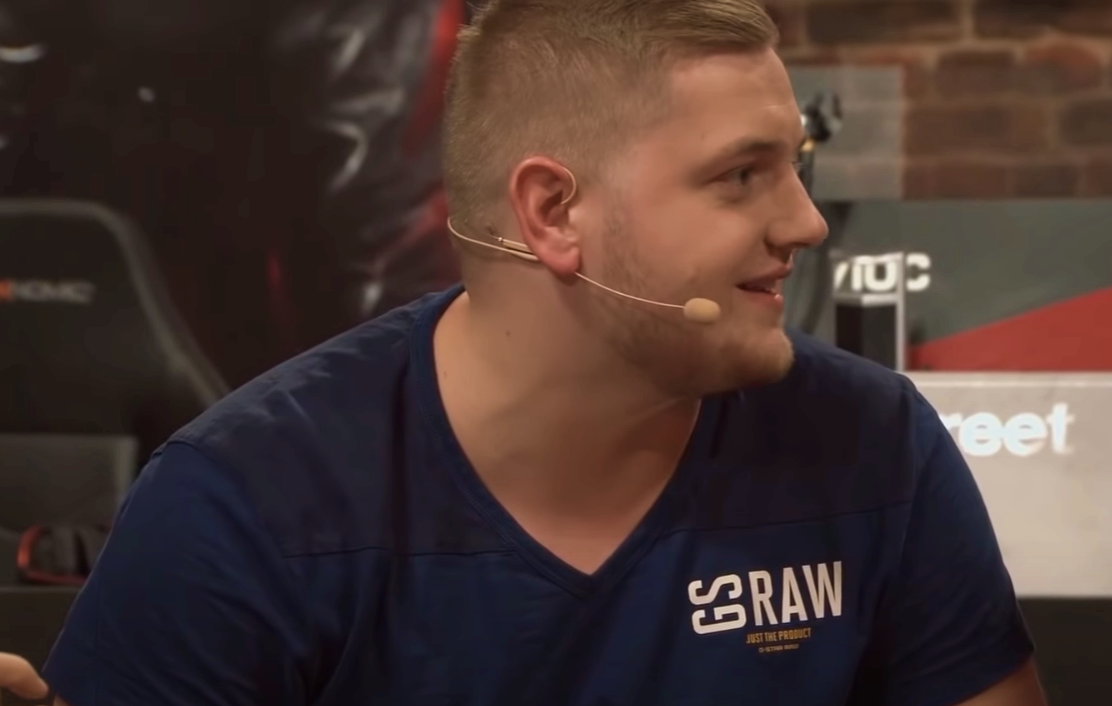
2. Trymacs
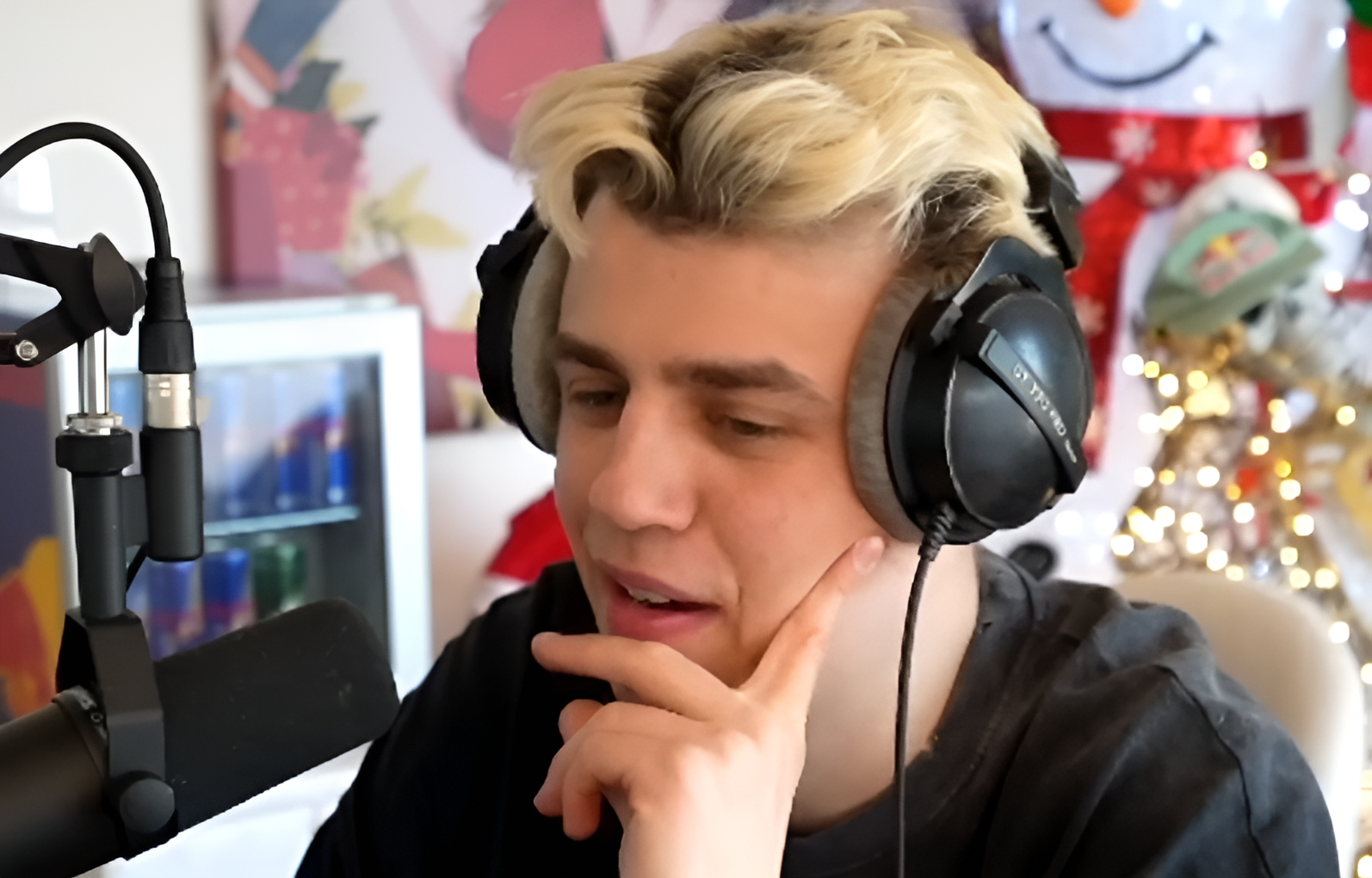
3. Papaplatte
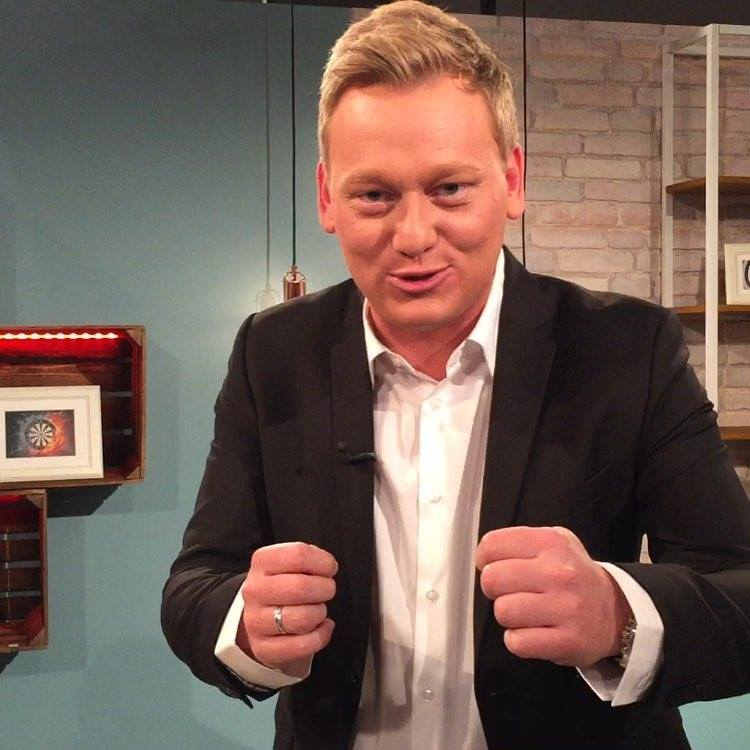
4. TheRealKnossi

| Rang                                       | Kanal          | Follower  | Kanal-Link       |
| ------------------------------------------ | -------------- | --------- | ---------------- |
| 1.                                         | MontanaBlack88 | 5.610.000 | MontanaBlack88   |
| 2.                                         | Trymacs        | 3.790.000 | Trymacs          |
| 3.                                         | Papaplatte     | 2.940.000 | Papaplatte       |
| 4.                                         | TheRealKnossi  | 2.410.000 | TheRealKnossi    |
| 5.                                         | BastiGHG       | 2.200.000 | BastiGHG         |
| 6.                                         | EliasN97       | 2.160.000 | EliasN97         |
| 7.                                         | Rewinside      | 1.910.000 | rewinside        |
| 8.                                         | Amar           | 1.830.000 | Amar             |
| 9.                                         | Letshe         | 1.830.000 | Letshe           |
| 10.                                        | GRONKH         | 1.760.000 | GRONKH           |
| 11.                                        | ELoTRiX        | 1.680.000 | ELoTRiX          |
| 12.                                        | ungespielt     | 1.480.000 | ungespielt       |
| 13.                                        | HandOfBlood    | 1.390.000 | HandOfBlood      |
| 14.                                        | MckyTV         | 1.350.000 | MckyTV           |
| 15.                                        | Rezonfn        | 1.270.000 | Rezonfn          |
| 16.                                        | sascha         | 1.210.000 | sascha           |
| 17.                                        | xRohat         | 1.210.000 | xRohat           |
| 18.                                        | SidneyEweka    | 1.130.000 | SidneyEweka      |
| 19.                                        | RevedTV        | 1.130.000 | RevedTV          |
| 20.                                        | LetsHugo       | 1.090.000 | LetsHugoTV       |
| 21.                                        | Vadeal         | 1.070.000 | Vadeal           |
| 22.                                        | Zarbex         | 1.050.000 | zarbex           |
| 23.                                        | INSCOPE21TV    | 1.020.000 | Inscope21TV      |
| 24.                                        | NiklasWilson   | 1.010.000 | NiklasWilson     |
| 25.                                        | HoneyPuu       | 0.999.000 | HoneyPuu         |
| 26.                                        | Fibii          | 0.923.000 | Fibii            |
| 27.                                        | Rumathra       | 0.900.000 | Rumathra         |
| 28.                                        | GTimeTV        | 0.885.000 | GTimeTV          |
| 29.                                        | PietSmiet      | 0.840.000 | PietSmiet        |
| 30.                                        | Tanzverbot     | 0.827.000 | TANZVERBOT       |
| 31.                                        | Noah Reyli     | 0.781.000 | noahreyli        |
| 32.                                        | Gnu            | 0.770.000 | Gnu_live         |
| 33.                                        | xTheSolution   | 0.760.000 | xTheSolutionTV   |
| 34.                                        | KamoLRF        | 0.760.000 | KamoLRF          |
| 35.                                        | Anni The Duck  | 0.755.000 | Anni The Duck    |
| 36.                                        | Stegi          | 0.747.000 | Stegi            |
| 37.                                        | NoWay4u_Sir    | 0.745.000 | NoWay4u_Sir      |
| 39.                                        | Rezo           | 0.742.000 | Rezo             |
| 40.                                        | SparkofPhoenix | 0.735.000 | SparkofPhoenixTV |
| 41.                                        | Repaz          | 0.727.000 | Repaz            |
| 42.                                        | Paluten        | 0.716.000 | Paluten          |
| 43.                                        | Nedurix        | 0.716.000 | Nedurix          |
| 44.                                        | Gamerbrother   | 0.667.000 | Gamerbrother     |
| 44.                                        | Chefstrobel    | 0.662.000 | Chefstrobel      |
| 45.                                        | Harmii         | 0.640.000 | Harmii           |
| 46.                                        | Giggand        | 0.638.000 | Giggand          |
| 47.                                        | Abougoku9999   | 0.629.000 | abugoku9999      |
| 48.                                        | katoo          | 0.624.000 | katoo            |
| 49.                                        | GronkhTV       | 0.619.000 | GronkhTV         |
| 50.                                        | Mexify         | 0.595.000 | Mexify           |
| Quelle: TwitchtrackerStand: 1. August 2025 |                |           |                  |